# Xian de Ningcheng
Le xian de Ningcheng (宁城县 ; pinyin : Níngchéng Xiàn) est un district administratif de la région autonome de Mongolie-Intérieure en Chine. Il est placé sous la juridiction de la ville-préfecture de Chifeng.

## Démographie
La population du district était de 598 245 habitants en 1999.